# Estadio 12 de Febrero
Het Estadio 12 de Febrero (ook bekend als Estadio Ramón Hernández) is een multifunctioneel stadion in El Vigía, een stad in Venezuela. 
Het stadion wordt vooral gebruikt voor voetbalwedstrijden, de voetbalclub Atlético El Vigía FC maakt gebruik van dit stadion. In het stadion is plaats voor 12.785 toeschouwers. Het stadion werd geopend in .